# Sờ tượng

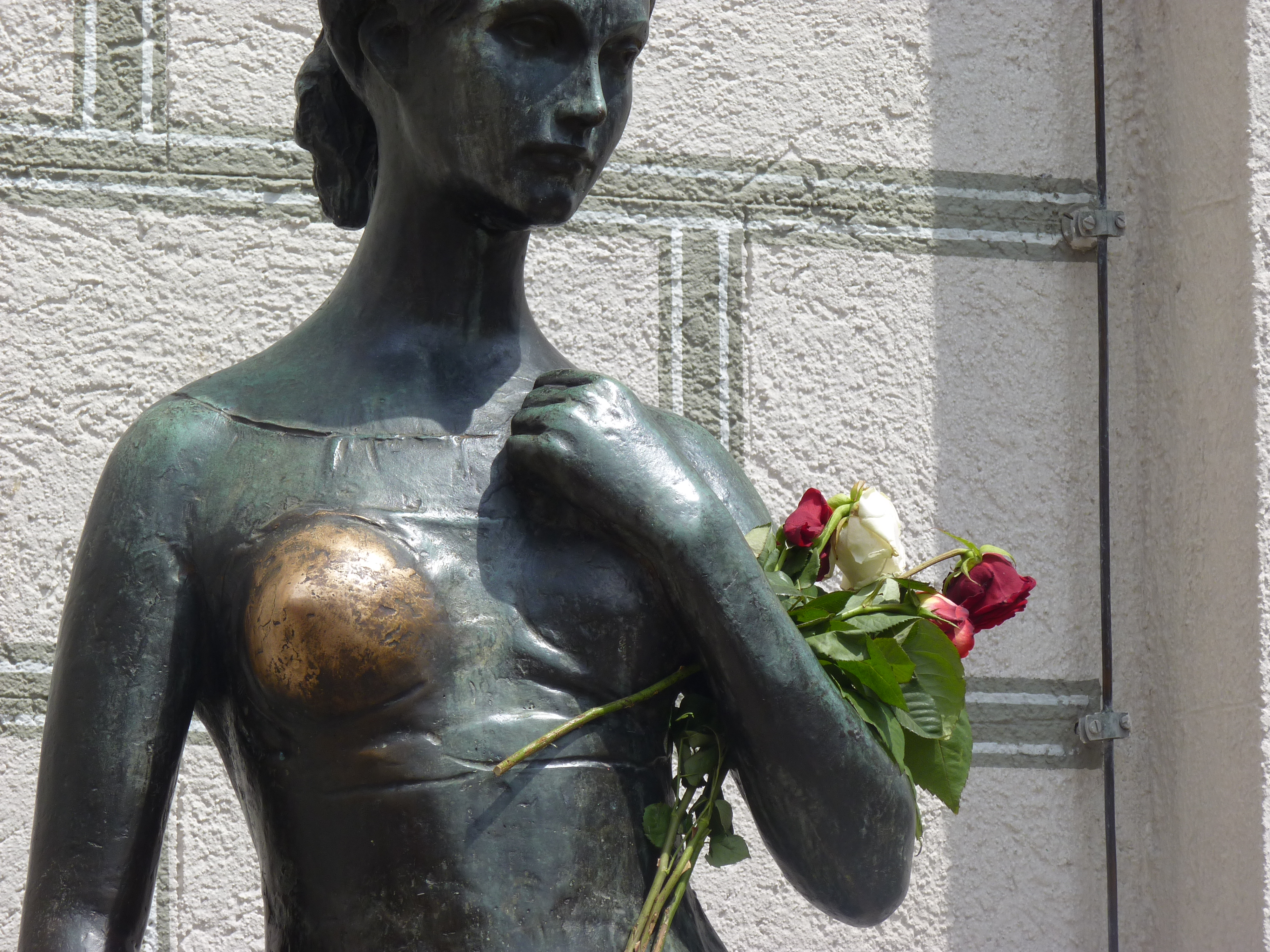
Một bức tượng thiếu nữ bị xoa ở bầu ngực đến mức bạc màu

Sờ tượng hay xoa tượng (Statue rubbing) là hành động chạm (sờ, xoa) vào một bộ phận của bức tượng được chưng tại nơi công cộng. Hành vi sờ vào các pho tượng diễn ra phổ biến đối với khách du lịch, đồng thời hành vi xoa vào tượng cũng là một hình thức mê tín dị đoan được tin là sẽ mang lại niềm may mắn, với mong muốn biến điều ước thành sự thật, cầu thần Phật gia hộ cho sức khỏe, may mắn, hoặc phổ biến hơn là niêm tin sẽ có dịp quay trở lại nơi đây. Những bộ phận được sờ chạm thường là những bộ phận nhô ra hoặc đặc trưng nhất, chẳng hạn như mũi hoặc bàn chân. Ở Springfield, Illinois, tại Lăng mộ Lincoln, người ta tin rằng việc xoa mũi bức tượng bán thân lớn của Honest Abe là sẽ đem lại một điều may mắn. 
Một số điều mê tín còn liên quan đến việc chạm vào bầu ngực (thường là tượng của nhân vật nữ) hoặc cơ quan sinh dục (thường là tượng của nhân vật nam) của nhân vật được khắc họa trên bức tượng – điều này thường được cho là sẽ mang lại may mắn trong tình yêu hoặc cải thiện khả năng sinh sản. Một ví dụ là tượng Juliet ở Verona. Việc xoa lên các bức tượng, chà xát các bức tượng có thể có tác động tiêu cực đến chúng vì sẽ làm mòn, bạc màu các bức tượng. Do đó, một số bức tượng nổi tiếng đã phải được thay thế bằng một bản sao và một số nơi không khuyến khích hoặc cấm khách du lịch làm việc đó. Việc xoa tượng cũng gây ra sự mất vệ sinh và có thể bị nhiễm vi khuẩn khi chạm vào tượng (lây qua các vết thương hở, hoặc đưa tay lê mắt, mũi, miệng).

## Các ví dụ
- Xê xoa vào bìu dái của bức tượng con bò đực Charging Bull ở New York để cầu may mắn trong làm ăn[6] nhất là dân chơi chứng khoán.
- Xoa vào mõm bức tượng con lợn rừng có tên là Porcellino ở Florence và bỏ đồng xu vào miệng tượng con lợn này để cầu may[7]
- Rờ và xoa vào bầu ngực bức tượng bà đầm Molly Malone ở Dublin để mang lại may mắn[8]
- Xoa vào bầu ngực bức tượng nàng Juliet ở Verona để mang lại may mắn trong tình yêu[9]
- Xoa vào đáy quần tượng đài Victor Noir trên Nghĩa trang Pere Lachaise, hôn môi và cắm hoa trên mũ của ông ta để cải thiện đời sống tình cảm và khả năng sinh sản của phụ nữ[3].
- Xoa hoặc hôn chân phải của tượng Thánh Peter ở Vatican để những lời cầu nguyện được lắng nghe[10]
- Xoa cánh tay của bức tượng Everard t'Serclaes ở Brussels, cũng như khuôn mặt của thiên thần, khuôn mặt của con chó và một trong những chiếc khiên để biến điều ước thành hiện thực[11]
- Xoa chân trái của bức tượng Timothy Eaton ở Winnipeg để mang lại may mắn[12]
- Xoa ngón chân của Tượng Margaret Thatcher và Tượng Winston Churchill trong Quốc hội Anh[13]
- Tương tự như vậy, xoa vào cái bụng phệ của bất kỳ bức tượng nào miêu tả về vị Tiếu Phật (Bố Đại) được cho là sẽ đem lại may mắn[14]. Phong tục này có thể bắt nguồn từ bức tượng Phật Di Lặc ở Linh Ẩn tự[15]
- Sờ đầu tượng rùa đá ở Văn miếu Quốc Tự giám là thói quen của nhiều sĩ tử trước kỳ thi.